# 米餅昭彦
米餅 昭彦（よねもち あきひこ）は、日本の漫画家。

## 経歴
- 1990年、辰巳出版『ペンギンクラブ山賊版』にてデビュー。同誌にて『土木の神』『ケだものだもの』を連載。

- 1996年、講談社『モーニング』にて『大人だね山チー』を連載。

- 1997年、同誌にて『変體累ヶ淵ネイキッド』（原作：杉元伶一）を連載。

- 2003年、少年画報社『ヤングキング別冊キングダム』にて「けい×どろ」を掲載。翌2004年に再度掲載し、同年に同名作品『けい×どろ』を連載。

- 2004年、双葉社『アクションピザッツ』にて『おとなチャレンジ』『肉弾アスリー島』などを連載。

- 2008年、講談社無料ウェブコミック配信サイト『MiChao!』にて『あ〜ん食べちゃいたい! -イケメン女難シンドローム-』を連載。

## 主な作品リスト
他名義
- あ〜ん食べちゃいたい! -イケメン女難シンドローム-
- おとなチャレンジ
- 変體累ヶ淵ネイキッド
- けい×どろ

その他名義
- 大人だね山チー
- 土木の神
- ケだものだもの
- 元気でバカでまじめなの
- なめ蔵
- 日々そりゃ妄想
- 肉弾アスリー島